# Mohamed Zahir Shah
Mohamed Zahir Shah (también escrito Mohammed Zahir Shah) (Kabul, 15 de octubre de 1914 - Kabul, 23 de julio de 2007) fue rey de Afganistán durante cuarenta años (1933-1973), considerado por los afganos y reconocido oficialmente el 15 de junio de 2002 como Padre de la Patria.

## Biografía
Zahir Shah nació en Kabul el 15 de octubre de 1914, hijo de Mohamed Nadir Shah y de Mah Parwar Begum. Estudió en el Lycée Janson de Sailly de París.
Accedió al trono tras el breve reinado de su padre, Mohamed Nadir Shah, asesinado en 1933 por un estudiante durante una ceremonia de entrega de diplomas.
Durante los primeros años de su reinado, Zahir Shah dejó el gobierno en manos de sus tíos Mohammed Hashim y Shah Mahmud Ghazi, que ocuparon el cargo de primer ministro. En 1934, Afganistán entró en la Sociedad de Naciones. Con la llegada de la Segunda Guerra Mundial, Zahir Shah contribuyó en gran medida a la neutralidad de Afganistán, que continuó durante la Guerra Fría. En 1953, su cuñado y primo (también primo de su esposa), Mohammed Daud Khan, fue nombrado primer ministro y desde ese momento comenzó a aislar a Zahir Shah para apartarle del gobierno del país. Pero, en 1963, el rey le depuso y asumió el gobierno para normalizar las relaciones con Pakistán. Estas eran muy tensas por el excesivo apoyo que el gobierno de Daud daba a los pastunes de Pakistán, que querían crear un Estado independiente (Pashtunistán).
En 1964, Zahir Shah promulgó la primera Constitución del país. La Constitución convirtió a Afganistán en una democracia parlamentaria limitada. La familia real quedaba fuera de la mayoría de los puestos de la Administración, se celebrarían elecciones libres y se reconocían los derechos civiles. Además, se reconoció la igualdad de derechos entre hombres y mujeres, dando a las mujeres, por primera vez en la historia del país, el derecho al voto, al trabajo y a la educación. Entre las medidas para modernizar el país, destaca su labor para acabar con la purdah, que obliga a las mujeres a cubrirse totalmente en público mediante el uso de burkas o ropas similares. Para dar ejemplo, su esposa (y prima hermana), Humaira Begum, no usaba velo. Bajo su reinado, también se fundó la primera universidad, la Universidad de Kabul y se intentó mejorar las infraestructuras.

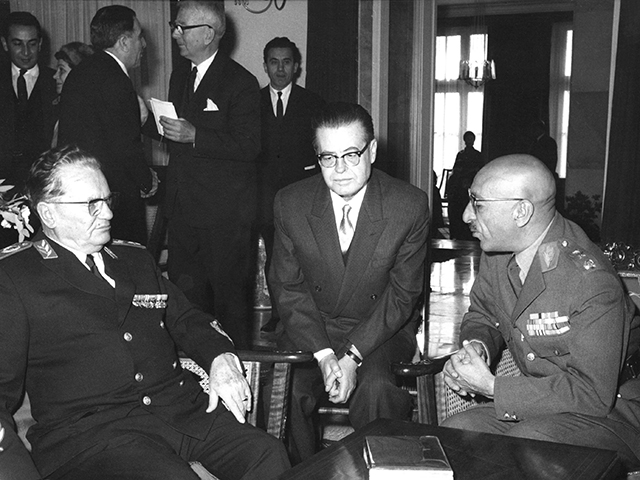
El presidente de Yugoslavia Josip Broz Tito reunido con el rey de Afganistán, Mohamed Zahir Shah en Kabul en 1968.

A finales de la década de 1960 el país vivió una grave crisis económica, agudizada por graves sequías durante tres años, que tuvieron como resultado la muerte de unas 80 000 personas. En julio de 1973, mientras Zahir Shah se encontraba en Italia recibiendo tratamiento médico para su lumbalgia, Mohammed Daud Khan dio un golpe de Estado y proclamó la República. El rey abdicó en agosto y se exilió en Roma.
Daud fue derrocado en 1978 y en 1979 comenzó la invasión soviética. Tras la retirada de estos, el país se sumergió en una guerra civil de devastadoras consecuencias para el país. En 1996, todavía dentro de este conflicto, los talibanes tomaron el poder y establecieron el Emirato Islámico de Afganistán.
En 2002, después de la guerra de Afganistán en la que Estados Unidos invadió el país y derribó al régimen talibán por considerarlo implicado en los atentados del 11 de septiembre de 2001, fue reclamado para convocar la asamblea de notables, la Loya jirga de 2002, que elegiría al nuevo Presidente de la República Hamid Karzai. A pesar de que la ONU y los países involucrados en el Acuerdo de Bonn abogaban por restablecer una monarquía constitucional con Zahir Shah como rey, Estados Unidos se desmarcó y prefirió instaurar una república. Además, el propio Zahir Shah nunca mostró ambiciones de recuperar el trono e incluso llegó a declarar al periódico El País: 

Ya no se puede gobernar como antes, el pueblo es el que debe decidir.

 Falleció en Kabul el 23 de julio de 2007 y fue enterrado al día siguiente en el mausoleo familiar, junto a su esposa.

## Títulos y tratamientos
Esta tabla aún no está actualizada. Puedes contribuir aportando información sobre títulos y tratamientos de esta persona.

## Distinciones honoríficas

### Distinciones honoríficas afganas
- Soberano Gran Maestre de la Orden del Sol Supremo (08/11/1933).
- Soberano Gran Maestre de la Orden del Líder (08/11/1933).[5]
- Soberano Gran Maestre de la Orden de la Independencia (08/11/1933).[5]
- Soberano Gran Maestre de la Orden de la Estrella (08/11/1933).[5]

### Distinciones honoríficas extranjeras
- Caballero Gran Collar de la Orden de Mehmet Alí (Reino de Egipto, 07/01/1947).
- Caballero Gran Collar de la Orden de Pahlaví (Imperio de Irán, /03/1950).
- Caballero Gran Cruz de la Orden de la Legión de Honor (República Francesa, 01/01/1950).[4]
- Caballero de Primera Clase de la Orden de Nishan-i-Pakistan (Pakistán, 01/02/1958).
- Caballero Gran Collar de la Orden del Nilo (República Árabe de Egipto, 22/10/1960).
- Caballero Gran Cruz Clase Especial de la Orden del Mérito de la República Federal de Alemania (República Federal de Alemania, 07/08/1963).[6]
- Caballero Gran Estrella de la Orden de la Estrella Yugoslava (República Federativa Popular de Yugoslavia, 01/11/1960).
- Caballero Gran Collar de la Suprema Orden del Crisantemo (Imperio de Japón, 14/04/1969).
- Real Cadena Victoriana (Reino Unido, 07/12/1971).
- Caballero Gran Cruz con Collar de la Orden al Mérito de la República Italiana (República Italiana, 1972).
- Caballero Gran Collar de la Orden de Hussein ibn Ali (Reino Hachemita de Jordania, 07/02/1999).[4]
- Caballero Gran Cordón de la Orden Nacional del Cedro (República Libanesa).
- Caballero Gran Cruz de la Orden del Redentor (Reino de Grecia).
- Caballero Gran Collar de la Orden de los Hachemitas (Reino Hachemita de Irak).
- Caballero Gran Cordón de la Orden de Leopoldo (Reino de Bélgica).
- Caballero Gran Cruz con Collar de la Orden del León Blanco (Checoslovaquia, 1970).[7]

## Antepasados
|  |                                                                              |  |  |  |  |  |  |  |  |  |  |  |  |  |  |  |
|  | 16. Sultán Muhammad Khan Telai, Gobernador de Kabul, Peshawar y Kohat        |  |  |  |  |  |  |  |  |  |  |  |  |  |  |  |
|  |                                                                              |  |  |  |  |  |  |  |  |  |  |  |  |  |  |  |
|  |                                                                              |  |  |  |  |  |  |  |  |  |  |  |  |  |  |  |
|  | 8. Sardar Mohammad Yahya Khan, gobernador de Kabul                           |  |  |  |  |  |  |  |  |  |  |  |  |  |  |  |
|  |                                                                              |  |  |  |  |  |  |  |  |  |  |  |  |  |  |  |
|  |                                                                              |  |  |  |  |  |  |  |  |  |  |  |  |  |  |  |
|  | 17. Una dama del clan popalzai                                               |  |  |  |  |  |  |  |  |  |  |  |  |  |  |  |
|  |                                                                              |  |  |  |  |  |  |  |  |  |  |  |  |  |  |  |
|  |                                                                              |  |  |  |  |  |  |  |  |  |  |  |  |  |  |  |
|  | 4. Sardar Mohammed Yusuf Khan, gobernador de Herat                           |  |  |  |  |  |  |  |  |  |  |  |  |  |  |  |
|  |                                                                              |  |  |  |  |  |  |  |  |  |  |  |  |  |  |  |
|  |                                                                              |  |  |  |  |  |  |  |  |  |  |  |  |  |  |  |
|  | 18. Sardar Muhammad Akbar Khan, emir de Afganistán                           |  |  |  |  |  |  |  |  |  |  |  |  |  |  |  |
|  |                                                                              |  |  |  |  |  |  |  |  |  |  |  |  |  |  |  |
|  |                                                                              |  |  |  |  |  |  |  |  |  |  |  |  |  |  |  |
|  | 9. Hamdan Sultana Begum                                                      |  |  |  |  |  |  |  |  |  |  |  |  |  |  |  |
|  |                                                                              |  |  |  |  |  |  |  |  |  |  |  |  |  |  |  |
|  |                                                                              |  |  |  |  |  |  |  |  |  |  |  |  |  |  |  |
|  | 19. (= 27)                                                                   |  |  |  |  |  |  |  |  |  |  |  |  |  |  |  |
|  |                                                                              |  |  |  |  |  |  |  |  |  |  |  |  |  |  |  |
|  |                                                                              |  |  |  |  |  |  |  |  |  |  |  |  |  |  |  |
|  | 2. Mohamed Nadir Shah, rey de Afganistán                                     |  |  |  |  |  |  |  |  |  |  |  |  |  |  |  |
|  |                                                                              |  |  |  |  |  |  |  |  |  |  |  |  |  |  |  |
|  |                                                                              |  |  |  |  |  |  |  |  |  |  |  |  |  |  |  |
|  | 20. Ayub Shah Durrani, emir de Afganistán                                    |  |  |  |  |  |  |  |  |  |  |  |  |  |  |  |
|  |                                                                              |  |  |  |  |  |  |  |  |  |  |  |  |  |  |  |
|  |                                                                              |  |  |  |  |  |  |  |  |  |  |  |  |  |  |  |
|  | 10. Ali Ahmad Mirza, Khan Bahadur                                            |  |  |  |  |  |  |  |  |  |  |  |  |  |  |  |
|  |                                                                              |  |  |  |  |  |  |  |  |  |  |  |  |  |  |  |
|  |                                                                              |  |  |  |  |  |  |  |  |  |  |  |  |  |  |  |
|  | 5. Sharaf Sultana Hukumat Begum                                              |  |  |  |  |  |  |  |  |  |  |  |  |  |  |  |
|  |                                                                              |  |  |  |  |  |  |  |  |  |  |  |  |  |  |  |
|  |                                                                              |  |  |  |  |  |  |  |  |  |  |  |  |  |  |  |
|  | 1. Mohamed Zahir Shah                                                        |  |  |  |  |  |  |  |  |  |  |  |  |  |  |  |
|  |                                                                              |  |  |  |  |  |  |  |  |  |  |  |  |  |  |  |
|  |                                                                              |  |  |  |  |  |  |  |  |  |  |  |  |  |  |  |
|  | 24. Sultán Muhammad Khan Telai, Gobernador de Kabul, Peshawar y Kohat (= 16) |  |  |  |  |  |  |  |  |  |  |  |  |  |  |  |
|  |                                                                              |  |  |  |  |  |  |  |  |  |  |  |  |  |  |  |
|  |                                                                              |  |  |  |  |  |  |  |  |  |  |  |  |  |  |  |
|  | 12. Sardar Mohammad Yahya Khan, Gobernador de Kabul (= 8)                    |  |  |  |  |  |  |  |  |  |  |  |  |  |  |  |
|  |                                                                              |  |  |  |  |  |  |  |  |  |  |  |  |  |  |  |
|  |                                                                              |  |  |  |  |  |  |  |  |  |  |  |  |  |  |  |
|  | 25. Una dama del clan popalzai (= 17)                                        |  |  |  |  |  |  |  |  |  |  |  |  |  |  |  |
|  |                                                                              |  |  |  |  |  |  |  |  |  |  |  |  |  |  |  |
|  |                                                                              |  |  |  |  |  |  |  |  |  |  |  |  |  |  |  |
|  | 6. Sardar Muhammad Asif Khan                                                 |  |  |  |  |  |  |  |  |  |  |  |  |  |  |  |
|  |                                                                              |  |  |  |  |  |  |  |  |  |  |  |  |  |  |  |
|  |                                                                              |  |  |  |  |  |  |  |  |  |  |  |  |  |  |  |
|  | 26. Sardar Muhammad Akbar Khan, Emir de Afganistán (= 18)                    |  |  |  |  |  |  |  |  |  |  |  |  |  |  |  |
|  |                                                                              |  |  |  |  |  |  |  |  |  |  |  |  |  |  |  |
|  |                                                                              |  |  |  |  |  |  |  |  |  |  |  |  |  |  |  |
|  | 13. Hamdan Sultana Begum (= 9)                                               |  |  |  |  |  |  |  |  |  |  |  |  |  |  |  |
|  |                                                                              |  |  |  |  |  |  |  |  |  |  |  |  |  |  |  |
|  |                                                                              |  |  |  |  |  |  |  |  |  |  |  |  |  |  |  |
|  | 27. (= 19)                                                                   |  |  |  |  |  |  |  |  |  |  |  |  |  |  |  |
|  |                                                                              |  |  |  |  |  |  |  |  |  |  |  |  |  |  |  |
|  |                                                                              |  |  |  |  |  |  |  |  |  |  |  |  |  |  |  |
|  | 3. Mah Parwar Begum                                                          |  |  |  |  |  |  |  |  |  |  |  |  |  |  |  |
|  |                                                                              |  |  |  |  |  |  |  |  |  |  |  |  |  |  |  |
|  |                                                                              |  |  |  |  |  |  |  |  |  |  |  |  |  |  |  |
|  | 7. Murwarid Begum                                                            |  |  |  |  |  |  |  |  |  |  |  |  |  |  |  |
|  |                                                                              |  |  |  |  |  |  |  |  |  |  |  |  |  |  |  |
|  |                                                                              |  |  |  |  |  |  |  |  |  |  |  |  |  |  |  |

| Predecesor: Mohamed Nadir Shah | Rey de Afganistán 1933 - 1973 | Sucesor: Mohammed Daud Khan (como presidente de la República de Afganistán) |